# Edward Digby (11e baron Digby)
Edward Kenelm Digby (1er août 1894 - 29 janvier 1964) est un pair britannique, titré 11e baron Digby, militaire et homme politique.

## Jeunesse
Il est le fils d'Edward Digby (10e baron Digby), et d'Emily Beryl Sissy Hood, fille d'Arthur Hood. L'amiral Henry Digby est son arrière-grand-père, tandis que du côté de sa mère, il est un descendant d'un autre commandant de la marine, l'amiral Samuel Hood (1er vicomte Hood).
Il succède à son père en tant que onzième baron Digby en 1920 et prend son siège à la Chambre des lords. Comme son père, il est colonel dans les Coldstream Guards (adjudant du 1er bataillon 1916–18 et commandant en second par intérim en 1918) et reçoit l'Ordre du Service distingué et la Military Cross avec barre. Il est nommé colonel honoraire de la brigade lourde du Dorsetshire, artillerie royale (un poste que son père a également occupé) le 8 décembre 1929 et continue avec son unité remplaçante, le 421e (Dorset) Coast Regiment en 1947,. Il est président du conseil du comté de Dorset de 1955 à 1964 et Lord Lieutenant du Dorset entre 1952 et 1964. En 1960, il est fait Chevalier de l'Ordre de la Jarretière.
Lord Digby est président du comité des orchidées de la Royal Horticultural Society.

## Vie privée
En 1919, Lord Digby épouse Constance Pamela Alice Bruce, fille de Henry Bruce (2e baron Aberdare) et petite-fille de Henry Bruce (1er baron Aberdare). Ils ont :
- Pamela Beryl Digby (1920–1997), qui épouse Randolph Churchill dont elle divorce et devient plus tard ambassadrice américaine en France.
- Constance Sheila Digby (1921–2014), qui épouse Charles Arthur Moore (1909–1989).
- Edward Henry Kenelm Digby, 12e baron Digby (en) (1924–2018), qui épouse Dione Sherbrooke, fille du contre-amiral Robert Sherbrooke, en 1952[4].
- Jacquetta Mary Theresa James (1928–2019), qui épouse David Guthrie-James.

Lord Digby est mort en janvier 1964, âgé de 69 ans, et est remplacé dans ses titres par son fils Edward Henry Kenelm Digby. Lady Digby est décédée le 15 mars 1978.

## Sources
- Burke's Peerage, Baronetage and Knightage, 100th Edn, Londres, 1953.
- Kidd, Charles, Williamson, David (éditeurs). Peerage and Baronetage de Debrett (édition 1990). New York: St Martin's Press, 1990